# Corwith
Corwith és una població dels Estats Units a l'estat d'Iowa. Segons el cens del 2000 tenia 350 habitants.

## Demografia
Segons el cens del 2000, Corwith tenia 350 habitants, 150 habitatges, i 94 famílies. La densitat de població era de 86,6 habitants per km².
Dels 150 habitatges en un 28,7% hi vivien nens de menys de 18 anys, en un 51,3% hi vivien parelles casades, en un 7,3% dones solteres, i en un 37,3% no eren unitats familiars. En el 34% dels habitatges hi vivien persones soles el 19,3% de les quals corresponia a persones de 65 anys o més que vivien soles. El nombre mitjà de persones vivint en cada habitatge era de 2,33 i el nombre mitjà de persones que vivien en cada família era de 2,97.
Per edats la població es repartia de la següent manera: un 25,7% tenia menys de 18 anys, un 5,1% entre 18 i 24, un 24,6% entre 25 i 44, un 22,6% de 45 a 60 i un 22% 65 anys o més.
L'edat mediana era de 40 anys. Per cada 100 dones de 18 o més anys hi havia 88,4 homes.
La renda mediana per habitatge era de 27.222 $ i la renda mediana per família de 38.333 $. Els homes tenien una renda mediana de 32.031 $ mentre que les dones 16.528 $. La renda per capita de la població era de 13.054 $. Entorn del 9,8% de les famílies i l'11,4% de la població estaven per davall del llindar de pobresa.

## Poblacions més properes
El següent diagrama mostra les poblacions més properes.